# Campeonato de España de Trainerillas
El Campeonato de España de Trainerillas es el campeonato que se celebra todos los años entre las trainerillas de los clubes de remo federados de España, organizada por la Federación Española de Remo.

## Palmarés
| N.º     | Año             | Lugar              | Campeón                 | Subcampeón                | Tercero                   |
| ------- | --------------- | ------------------ | ----------------------- | ------------------------- | ------------------------- |
| I       | 1945            | Nervión            | Raspas                  | Castro Urdiales           | Santurce                  |
| II      | 09 y 10/08/1947 | Zarauz             | Club Deportivo Kerizpe  | Club Deportivo Esperanza  | Club Deportivo Zarauz     |
| III     | 23/08/1948      | Castro Urdiales    | Club Deportivo Laredo   | Club Deportivo Iberia     | Castro Urdiales           |
| IV      | 14/08/1949      | Portugalete        | Castro Urdiales         | Ciérvana                  | Club Deportivo Esperanza  |
| V       | 29 y 30/08/1950 | Avilés             | Club Deportivo Iberia   | Remeros del Nalón         | Castro Urdiales           |
| VI      | 11 y 12/08/1951 | Zarauz             | Club Deportivo Iberia B | Emen Gatoztik             | Castro Urdiales           |
| VII     | 10/08/1952      | Portugalete        | Emen Gatoztik           | Club Deportivo Iberia     |                           |
| VIII    | 1953            | Portugalete        | Orio                    | Iberia Sestao             | Junta Obras Puerto        |
| IX      | 1954            | Portugalete        | Lasarte                 | Kaiku                     | Usúrbil                   |
| X       | 1955            | Santander          | Iberia Sestao           | Kaiku                     | Cof. Pescadores Barcelona |
| XI      | 1956            | Barcelona          | Pasajes San Juan        | Cof. Pescadores Barcelona | -                         |
| XII     | 1958            | Bermeo             | Pasajes San Juan        | Iberia Sestao             | Orio                      |
| XIII    | 1959            | Bermeo             | Orio                    | Iberia Sestao             | Kaiku                     |
| XIV     | 1960            | Portugalete        | Pasajes San Juan        | Txitxardin Zale           | Orio                      |
| XV      | 1961            | Avilés             | Iberia Sestao           | Castropol                 | Club de Mar de Avilés     |
| XVI     | 1962            | Ribadesella        | Txapel Aundi Donostia   | Pasajes San Pedro         | Orio                      |
| XVII    | 1963            | San Sebastián      | Pasajes San Juan        | Jaizquíbel                | Fortuna Guipúzcoa         |
| XVIII   | 1964            | Navia              | Orio                    | Iberia Sestao             | Navia                     |
| XIX     | 1965            | Bermeo             | Pasajes San Pedro       | Ybarra                    | Jaizquíbel                |
| XX      | 1966            | Navia              | Yola P. Donibane        | Navia                     | Kaiku                     |
| XXI     | 1967            | San Sebastián      | Yola P. Donibane        | Lasarte                   | Pasajes San Pedro         |
| XXII    | 1968            | Ondárroa           | Oarso Rentería          | Pasaje San Pedro          | Castro Urdiales           |
| XXIII   | 1969            | San Sebastián      | Pasajes San Juan        | Pasajes San Pedro         | Castro Urdiales           |
| XXIV    | 1970            | Castro Urdiales    | Pasajes San Juan        | Pasajes San Pedro         | Kaiku                     |
| XXV     | 1971            | San Sebastián      | Pasajes San Pedro       | Guetaria                  | Algorta                   |
| XXVI    | 1972            | Laredo             | Guetaria                | Astillero                 | Kaiku                     |
| XXVII   | 1973            | Luanco             | Lasarte                 | Santoña                   | Pasajes San Juan          |
| XXVIII  | 1974            | Portugalete        | Lasarte                 | Laredo                    | Hernani                   |
| XXIX    | 1975            | Fuenterrabía       | Kaiku                   | Laredo                    | Raspas                    |
| XXX     | 1976            | Laredo             | Kaiku                   | Lasarte                   | Rentería                  |
| XXXI    | 1977            | Luanco             | Kaiku                   | Santurce                  | Mundaca                   |
| XXXII   | 1978            | Portugalete        | Lasarte y Kaiku         | Pasajes San Juan          | Santurce                  |
| XXXIII  | 1979            | Guetaria           | Kaiku                   | Castro Urdiales           | Pasajes San Juan          |
| XXXIV   | 1980            | Laredo             | Kaiku                   | Algorta                   | Pasajes San Juan          |
| XXXV    | 1981            | Castropol          | Kaiku                   | Zumaya                    | Algorta                   |
| XXXVI   | 1982            | Ciérvana           | Kaiku                   | Zumaya                    | Ciérvana                  |
| XXXVII  | 1983            | Zarauz             | Zumaya                  | Kaiku                     | Ciérvana                  |
| XXXVII  | 1984            | Santoña            | Zumaya                  | Orio                      | Mundaca                   |
| XXXVIII | 1985            | La Coruña          | Zumaya                  | Kaiku                     | Orio                      |
| XXXIX   | 1986            | Meira-Moaña        | Zumaya                  | Santoña                   | Pasajes San Pedro         |
| XL      | 1987            | Santoña            | Zumaya                  | Arraun Lagunak            | Meira                     |
| XLI     | 1988            | Luanco             | Pasajes San Pedro       | Arraun Lagunak            | Ciérvana                  |
| XLII    | 1989            | Ciérvana           | Pasajes San Pedro       | Santoña                   | Ciérvana                  |
| XLIII   | 1990            | Cillero            | Pasajes San Juan        | Meira                     | Castro Urdiales           |
| XLIV    | 1991            | Luanco             | Orio                    | Pasajes San Juan          | Meira                     |
| XLV     | 1992            | Camargo            | Donibaneko Arraunlariak | Orio                      | Meira                     |
| XLVI    | 1993            | Guetaria           | Orio                    | Meira                     | C. de Santander           |
| XLVII   | 1994            | La Coruña          | Ondárroa                | Donibaneko Arraunlariak   | Orio                      |
| XLVIII  | 1995            | Avilés             | Castropol               | Orio                      | Santoña                   |
| IL      | 1996            | Castro Urdiales    | Orio                    | Tirán                     | Amegrove                  |
| L       | 1997            | La Coruña          | Tirán                   | Perillo                   | Amegrove                  |
| LI      | 1998            | La Coruña          | Tirán                   | Orio                      | Perillo                   |
| LII     | 1999            | Castropol          | Donibaneko Arraunlariak | Castropol                 | Meira                     |
| LIII    | 2000            | Santander          | C.R. Santander          | Castropol                 | Mecos                     |
| LIV     | 2001            | Portugalete        | Meira                   | Tirán                     | Castro Urdiales           |
| LV      | 2002            | Meira-Moaña        | Mecos                   | Cabo Da Cruz              | Astillero                 |
| LVI     | 2003            | Gijón              | Mecos                   | Cabo Da Cruz              | Castro Urdiales           |
| LVII    | 2004            | Castro Urdiales    | Astillero               | Bermeo                    | Meira                     |
| LVIII   | 2005            | San Sebastián      | Astillero               | Orio                      | Fuenterrabía              |
| LIX     | 2006            | Vigo               | Astillero               | La Castreña               | Castro Urdiales           |
| LX      | 2007            | Gijón              | Astillero               | Bermeo                    | Cabo da Cruz              |
| LXI     | 2008            | Castro Urdiales    | Castreña                | Astillero                 | Kaiku                     |
| LXII    | 2009            | Castro Urdiales    | Castro Urdiales         | Astillero                 | Bermeo                    |
| LXIII   | 2010            | Villajuán de Arosa | Astillero               | Trasmiera                 | Kaiku                     |
| LXIV    | 2011            | Villajuán de Arosa | Astillero               | Pedreña                   | Tirán                     |
| LXV     | 2012            | Castro Urdiales    | Kaiku                   | Tiran                     | Moaña                     |
| LXVI    | 2013            | Moaña              | Samertolameu            | San Juan                  | Tirán                     |
| LXVII   | 2014            | Meira              | Bermeo                  | Ciérvana                  | Cabo Cruz                 |
| LXVIII  | 2015            | Santander          | Ciérvana                | Bermeo                    | San Juan                  |
| LXIX    | 2016            | Pedreña            | Ciérvana                | San Juan                  | Astillero                 |
| LXX     | 2017            | Moaña              | Ciérvana                | Cabo de Cruz              | Bermeo                    |
| LXXI    | 2018            | Castro Urdiales    | Ciérvana                | Bermeo                    | Cabo de Cruz              |
| LXXII   | 2019            | Moaña              | Santurce                | Ciérvena                  | Cabo de Cruz              |
| LXXIII  | 2021            | Castro Urdiales    | Santurce                | Ciérvena                  | Cabo de Cruz              |